# Kresphontes
Kresphontes (altgriechisch Κρεσφόντης Kresphóntēs) ist in der griechischen Mythologie ein Sohn des Aristomachos und somit, neben Temenos und Aristodemos, einer der drei Heraklidenbrüder, die das im Zuge der Dorischen Wanderung auf der Peloponnes eroberte Land unter sich aufteilten. Er war mit Merope verheiratet und hatte einen Sohn Aipytos, der auch als Kresphontes oder Telephontes überliefert ist, sofern hinter beiden Namen nicht weitere Söhne zu erkennen sind.
Bei der Landaufteilung erhielt Kresphontes Messenien durch Los zugewiesen. Die Verlosung fand nach dem Tod des Aristodemos unter Beteiligung der Söhne des Aristodemos, Prokles und Eurysthenes, statt. Messenien war nämlich ursprünglich dem Aristodemos zugefallen und Kresphontes wollte es unter allen Umständen für sich gewinnen. Hierzu wandt er eine List an, die in zwei Varianten überliefert ist. In jedem Fall wurden die Lose aus einem mit Wasser gefüllten Behältnis gezogen. In der einen Variante, in der das dritte gezogene Los für Messenien bestimmt war, sorgte Kresphontes dafür, dass sein „Losstein“ aus Ton war, der sich im Wasser auflöste. Es wurden also die Lossteine des Temenos und der Söhne des Aristodemos gezogen und Messenien fiel wie geplant an Kresphontes. In der anderen Variante sollte derjenige, dessen Los als erstes gezogen wurde, die freie Wahl haben. In dieser Version richtete es Kresphontes mit Hilfe seines Bruders so ein, dass die Lose der anderen, im Gegensatz zu seinem, aus ungebrannten Ton waren und sich auflösten. Beim anschließenden Opfer lagen auf dem Altar für Argos eine Kröte, für Sparta eine Schlange, für Messenien aber ein Fuchs, bezeichnende Sinnbilder für die Charaktereigenschaften der Landschaften und ihrer Herrscher.
Kresphontes legte fest, dass Stenyklaros Königssitz sein sollte, setzte aber in fünf Städten Unterkönige ein und stellte die einheimische Bevölkerung den Dorern gleich; Maßnahmen, die er bald wieder rückgängig machte. Die dadurch ausgelöste Unzufriedenheit führte zu seiner sowie der Ermordung zweier Söhne. Merope wurde zwangsweise mit dem neuen Herrscher über Messenien, den Herakliden Polyphontes, verheiratet, konnte aber einen der Söhne des Kresphontes nach Arkadien zu ihrem Vater Kypselos retten. Er kehrte später zurück, seinen Vater zu rächen. Laut Pausanias und der Bibliotheke des Apollodor handelte es sich um Aipytos; laut Hyginus Mythographus um Telephontes. Bei Euripides hieß er wie sein Vater Kresphontes.